# دراسات اللغة الإنجليزية
دراسات اللغة الإنجليزية هو مجال أكاديمي يتضمن دراسة الآداب المكتوبة باللغة الإنجليزية التي تشمل الآداب من المملكة المتحدة، والولايات المتحدة، وإيرلندا، وكندا، وأستراليا، ونيوزيلندا، وهونغ كونغ، والفلبين، والهند، وباكستان، جنوب أفريقيا، والشرق الأوسط، ومن بين مختلف المناطق. اللغويات التطبيقية الإنجليزية وتشمل الصوتيات الإنجليزية، وعلم الأصوات، وبناء الجمل، وعلم الصرف، وعلم الدلالة، وعلم المقامية، والمتن اللغوي وعلم الأسلوب. اللغويات الاجتماعية الإنجليزية وتشمل تحليل الخطاب من النصوص المكتوبة والمنطوقة في اللغة الإنجليزية، وتاريخ اللغة الإنجليزية، وتدريس اللغة الإنجليزية وتعلَّمها، ودراسة اللغة الإنجليزية العالمية. 
تستكشف دراسات اللغة الإنجليزية بشكلٍ أوسع إنتاج وتحليل النصوص التي تم إنشاؤها باللغة الإنجليزية أو في مناطق أخرى في العالم التي تكون فيها اللغة الإنجليزية وسيله للتواصل، ومن الشائع في الأقسام الأكاديمية الإنجليزية أو الدراسات الإنجليزية التي تشمل علماء اللغة الإنجليزية، والأدب الذي يشمل النقد الأدبي والنظرية الأدبية، واللغويات التطبيقية، والقانون، والصحافة، ودراسات التأليف، وفلسفة اللغة، ومحو الأمية، نشر تاريخ الكتاب، ودراسات الاتصال، والاتصالات التقنية، والتراث الشعبي، والدراسات الثقافية، الإبداعية، والنظرية النقدية، ودراسات الإعاقة، ودراسات المناطق خاصةً الدراسات الأمريكية، والمسرح، ودراسات النوع الاجتماعي والدراسات العرقية، ووسائل الإعلام الرقمي والنشر الإلكتروني، ودراسات الأفلام والدراسات الإعلامية، والبلاغة وفقه اللغة وعلم اشتقاق الألفاظ، ودورات مختلفة في الفنون الحرة والعلوم الإنسانية وغيرها. 
تُمارس عادةً في معظم البلدان الناطقة باللغة الأبعاد الأدبية والثقافية للدراسات الإنجليزية في الأقسام الجامعية للغة الإنجليزية، في حين أن دراسة النصوص المنتجة في اللغات الغير إنجليزية تأخذ مكانًا في أقسامٍ أخرى على سبيل المثال أقسام اللغة الأجنبية أو الأدب المقارن. وغالبًا ما تُدرس اللغويات التطبيقية الإنجليزية في أقسامٍ منفصلة من اللغويات التطبيقية، وهذا الانقسام ما بين التوجه اللغوي والتوجه الأدبي هو أحد الدوافع لتقسيم رابطة اللغات الحديثة في أمريكا الشمالية (MLA) إلى مجموعتين فرعيتين، وغالبًا ماتشتمل الجامعات في البلدان الغير ناطقة باللغة الإنجليزية في نفس القسم جميع جوانب الدراسات الإنجليزية بما في ذلك اللغويات، وينعكس ذلك على سبيل المثال في هيكلة وأنشطة الجمعية الأوروبية لدراسة اللغة الإنجليزية (ESSE). 

## تخصص اللغة الإنجليزية
تخصص اللغة الإنجليزية بدلًا من اللغة الإنجليزية المكثفة أو البكالوريوس في اللغة الإنجليزية وهو مصطلح في الولايات المتحدة وبعض البلدان الأخرى للحصول على الدرجة الجامعية والتي تركز حول الاستهلاك، والتحليل، وإنتاج النصوص باللغة الإنجليزية، ويمكن استخدام هذا المصطلح أيضًا لوصف الطالب الذي يسعى على مثل هذه الدرجة.
طلاب تخصص اللغة الإنجليزية يفكرون ويحللون ويفسرون الأدب والفلم ويقدمون تحليلاتهم في كتابة واضحة ومقنعة، وعلى الرغم من أن المنشورات المطلوبة لطلب الموظفين نادرًا ما تتطلب التخصصات الإنجليزية على وجه الخصوص، وتسلط الدرجة في اللغة الإنجليزية الضوء على مهارات التفكير النقدي الأساسي لعدد من المجالات المهنية بما في ذلك الكتابة، والتحرير، والنشر، والتدريس، والإعلان، والعلاقات العامة، والقانون، والمالية. 
التاريخ
بدأ تاريخ الدراسات الإنجليزية في الجامعة الحديثة في أوروبا وأمريكا في النصف الثاني من القرن التاسع عشر، وكانت الدراسات الإنجليزية في بداياتها تتألف من مجموعة متنقلة من المحتوى، مثل: إلقاء الخطاب، ودراسات علم البلاغة والنحو، وتأليف الشعر، وتقدير الأدب (معظمهم من مؤلفين إنجلترا، وأضيف الأدب الأمريكي ودراسة اللغة منذ ذلك الحين في القرن العشرين). علم فقه اللغة الإنجليزي في ألمانيا وبعض البلدان الأوروبية الأخرى وهو ممارسة إيجابية ومهتمة تاريخيًا في قراءة النصوص ما قبل الحداثة، وأصبح النموذج العملي المفضل، ولكن ابتعدت البلدان الناطقة باللغة الإنجليزية عن النماذج الفلسفية بعد الحرب العالمية الأولى. كانت أقسام اللغة الإنجليزية في نهاية هذه العملية تميل إلى إعادة تركيز عملها على أشكال مختلفة من كتابة التعليمات الإبداعية، والمهنية، والانتقادية، وتفسير النصوص الأدبية. واستعاد إعداد المعلمين للغة الإنجليزية من الإهمال الذي عانوا منه بسبب النماذج الأكثر توجهًا للعلم. وأعادت أقسام اللغة الإنجليزية في البلدان الناطقة باللغة تقييم أدوارهم كأوصياء وحيدين في النظام لأن الناطقين باللغة أقل ويجب تقاسمها مع الملايين من المتحدثين والكُتّاب من البلدان الأخرى للذين يعتبرون أن اللغة الإنجليزية هي وسيلة أساسية للتواصل والتعبير الفني.
في القرن التاسع عشر أصبح الأدب الإنجليزي موضوعًا للدراسة في الجامعات الفرنسية كجزء من الأدب الأجنبي (الأدب المقارن)، وتم تأسيس كرسي الأدب الأجنبي في باريس عام 1830، وتم تدريس اللغة الإنجليزية لأول مرة بشكلٍ مستقل عن الأدب واللغات الأخرى في جامعة ليل وجامعة ليون ثم في السربون فقط، وكانت هذه الجامعات الثلاث تمثل المراكز الرئيسية الأولى للدراسات الإنجليزية في فرنسا، وكان أوغست أنجيلييه أول محاضر في اللغة الإنجليزية وأصبح بروفيسورًا في وقتٍ لاحق، وبعد قضاء عدة سنوات من تدريس اللغة الفرنسية في إنجلترا في عام 1860 إلى 1870، أصبح محاضرًا في الدراسات الإنجليزية في جامعة ليل عام 1881 وبروفيسور في اللغة الإنجليزية عام 1893. حاليًا في فرنسا يعتبر الأدب، والحضارة، واللغويات واللغة المنطوقة والمكتوبة جميعها مهمة في الجامعات للدراسات الإنجليزية.
وبرز تخصص اللغة الإنجليزية بعد فترة وجيزة من إدخال النظام الاختياري، وقد أُتيحت الفرصة للطلاب لتطوير المهارات في القراءة التحليلية بهدف تحسين كتاباتهم، بالإضافة إلى التمارين في علم البلاغة والتعبير المقنع التي كانت فقط تُدرس تقليديًا  في الدراسات الكلاسيكية والمتاحة لعدد قليل جدًا بسبب الحواجز اللغوية ونقص الأساتذة الذين يمكنهم أن يشاركون الطلاب في العلوم الإنسانية بفعالية. نشأت خارج الولايات المتحدة في اسكتلندا ومن ثم تموج في العالم الناطق باللغة الإنجليزية، وأصبح لتخصص اللغة الإنجليزية شعبية في النصف الأخير من القرن التاسع عشر حينما كانت فيه المعتقدات الدينية تهتز في وجه الاكتشافات العلمية. وكان يُعتقد أن الأدب بمثابة بديلٍ للدين في الحفاظ على الثقافة والنهوض بها، ووفر تخصص اللغة الإنجليزية فرصة لرسم الأدب، والأخلاق، والصفات الفلسفية، ومعاني الدراسات القديمة من مصدر أغنى وأوسع في الأدب من اليونانية القديمة والكلاسيكية اللاتينية. 
منذُ عام 2000م كان هناك المزيد والمزيد من الأسئلة عن وظيفة محددة في أقسام اللغة الإنجليزية في الجامعة والكلية الأمريكية المعاصرة، وعدم وجود هوية نظامية محددة بوضوح وأهداف تسعى إلى المنفعة المتزايدة في الولايات المتحدة، ويمثل المجتمع تحديًا لتلك الوحدات الأكاديمية التي ما تزال تركز في الغالب على الكتاب المطبوع والتقسيم التقليدي من الفترات التاريخية، والآداب الوطنية، وتتجاهل المجالات غير النظرية المزعومة مثل الكتابة المهنية، والتأليف، والاتصالات المتعددة الوسائط.

## دراسات اللغة الإنجليزية
- اللغويات الإنجليزية
- اللغويات الاجتماعية الإنجليزية
- تحليل الخطاب باللغة الإنجليزية
- علم أسلوب اللغة الإنجليزية (اللغويات)
- اللغة الإنجليزية العالمية
- تاريخ اللغة الإنجليزية
- دراسات التأليف
- البلاغة
- الاتصالات التقنية
- تعلُّم وتعليم اللغة الإنجليزية
- الأدب الإنجليزي  
  - الأدب الأمريكي، ويشتمل على:
    - الأدب الأمريكي الأفريقي
    - الأدب الأمريكي اليهودي
    - الأدب الجنوبي

  - الأدب الأسترالي 
  - الأدب البريطاني (قد يكون الأدب في بعض مناطق المملكة المتحدة بلغات سلتيك)
  - الأدب الكندي (كما كتب عدد كبير من الأدباء الكنديين باللغة الفرنسية)
  - الأدب الايرلندي 
  - الأدب النيوزيلندي 
  - الأدب الإسكتلندي 
  - الأدب الويلزي 
  - أدب جنوب أفريقيا (باستثناء المصنفات المكتوبة بلغات أخرى)

## اكتساب المهارات
في الماضي كانت الشهادة الأكاديمية في اللغة الإنجليزية تعني عادةً دراسة مكثفة للروائع الأدبية البريطانية والأمريكية. أما حاليًا فيشمل تخصص اللغة الإنجليزية مجموعة أوسع بكثير من المواضيع التي تمتد على تخصصات متعددة، في حين تختلف متطلبات تخصص اللغة الإنجليزية من جامعة إلى أخرى، ومعظم الأقسام الإنجليزية تؤكد على ثلاث مهارات أساسية: تحليل الأدب وهي عملية تتطلب منطقًا وتحليلًا عكسيًا؛ فالإبداع والخيال يرتبطان ببعضهما لإنتاج كتابة جيدة، وفهم مختلف الثقافات والحضارات، والأساليب الأدبية من الفترات الزمنية المختلفة، ويتوقع أن بإمكان التخصصات الإنجليزية المستقبلية أن تأخذ مقررات في الكتابة الإبداعية، والأكاديمية والأدبية، والأدب البريطاني، والأدب الأمريكي، والأدب المتعدد الثقافات، والعديد من الأنواع الأدبية مثل الشعر والدراما ودراسات السينما، وعدد من المواضيع الاختيارية المتعددة التخصصات مثل التاريخ، ومقررات في العلوم الاجتماعية، ودراسات اللغة الأجنبية، وفي نهاية دراسة هذه التخصصات، والمرشحين لنيل تخصص اللغة الإنجليزية وتحقيق مهارات البلاغة، والتحليل الأدبي، وتقدير التنوع الثقافي، والقدرة على تعبير أفكارهم بشكلٍ مقنع وبوضوح في الكتابة. 

## أمثلة من المقررات
معظم مقررات اللغة الإنجليزية تقع في فئات أوسع من الدراسات القائمة على الأدب التي تركز على المؤلفين الكلاسيكيين والفترات الزمنية، أو الدراسات البلاغية والتي تركز على مهارات الاتصال في الإعداد للتخصص في مجموعة متنوعة من المجالات المهنية، في حين تختلف متطلبات التخرج المحددة من جامعة إلى أخرى، ويمكن للطلاب التطلع إلى دراسة بعض من المقررات التالية: 
مقررات  في الكتابة والتأليف: مثل الكتابة الأكاديمية والمهنية، والتي تؤكد الكتابة التحليلية وتدرب الطلاب على إنتاج حجج واضحة ومترابطة. 
مقررات  في الأدب البريطاني: قد تركز المقررات على الفترات الزمنية، والمؤلفين، والنوع الأدبي أو الحركات الأدبية، ومن الأمثلة على ذلك مآسي شكسبير، وتاريخ ونظرية الدراما البريطانية، و الأدب الإنجليزي في القرون الوسطى، والرواية الفيكتورية، وحكايات كانتربي في تشوسر. 
مقررات في الأدب الأمريكي: تعتمد على الجامعة، فمن الممكن تقسيم هذه المقررات إما بحسب الفترة الزمنية مثل خيال القرن التاسع عشر القوطي؛ أو على حسب المؤلفين مثل فصول لهوثورن، همنغواي، أو فروست، أو المدارس والحركات الأدبية مثل الطبيعة والتعالي. 
مقررات في الأدب المتعدد الثقافات: تقديم مجموعة قيمة من وجهات النظر الثقافية والمتعددة التخصصات لدراسة الأدب الإنجليزي ويزداد الاعتراف بها في عدد من الجامعات، من الأمثلة على ذلك الأدب المتعدد الثقافات في انكلترا من القرون الوسطى، والروايات اللاتينية، ودراسات في الأدب اليهودي. 
المقررات البلاغية: التركيز على تقنيات الحجج المقنعة في الشكل المكتوب، وكذلك المهارات التي تنطوي على تحليل النصوص المكتوبة. 

## فرص العمل
يوفر تخصص اللغة الإنجليزية مجموعة متنوعة من الفرص الوظيفية لخريجي الجامعات الذين يدخلون سوق العمل، ويتم تدريب الطلبة المتخرجين الذين يحملون درجة اللغة الإنجليزية لطرح أسئلة تحقيقية عن مجموعات كبيرة من النصوص ومن ثم صياغة هذه الأسئلة وتحليلها والإجابة عليها بطريقة مترابطة، والنثر الاقناعي وهي المهارات الحيوية لأي عدد من المهن، ولدى تخصصات اللغة الإنجليزية الكثير للاختيار من بعد التخرج. أكثر الخيارات الوظيفية وضوحًا لتخصصات اللغة الإنجليزية هي: الكتابة، والنشر، والصحافة، والتدريس وأيضا الترجمة، ومع ذلك فإنها تشمل خيارات عمل أخرى أقل بديهة مثل، وظائف في الإعلان والعلاقات العامة، والتمثيل، والقانون، والاعمال التجارية، والتسويق، والتوجيه. 